# Полежаєв Сергій Олександрович
Сергій Олександрович Полежаєв (рос. Серге́й Алекса́ндрович Полежа́ев; 19 жовтня 1924, Ленінград, Російська РФСР — 19 січня 2006) — радянський і російський актор театру і кіно, заслужений артист Російської Федерації.

## Біографія
Воював під час Радянсько-німецької війни, служив на військовому флоті, був поранений.
Навчався в студії при Олександрійському театрі, а потім у Ленінградському театральному інституті у народного артиста СРСР Юрія Юр'єва та народного артиста РРФСР Бориса Жуковського.
Після закінчення працював у театрі, а з 1967 року він — актор студії «Ленфільм».
Був двічі одружений, перша дружина — Зінаїда Шарко.
Похований на Волковському лютеранському кладовищі у місті Санкт-Петербург.

## Визнання і нагороди
- Заслужений артист Російської Федерації (12.01.1994).

## Творчість

### Фільмографія
- 1959 — «Лоша» — білий офіцер
- 1968 — «Віринея» —  козачий отаман
- 1968 — «Помилка Оноре де Бальзака» — Микола I
- 1969 — «Ад'ютант його високоповажності» — білий підпільник
- 1970 — «Хліб і сіль» —  Аркадій Валеріанович Стадницький, поміщик
- 1971 — «Тіні зникають опівдні» —  Філіп Меньшиков
- 1971 — «Даурія» —  білий офіцер
- 1972 — «Петерс» — Борис Савінков
- 1972 — «Гарячі стежки» —  Махотін
- 1972 — «Йдуть за горизонт» — начальник пароплавства
- 1972 — «Мічений атом»
- 1973 — «Земля Санникова» —  повітовий предводитель
- 1973 — «Парашути на деревах»
- 1973 — «Чорний капітан» —  Станіслав Турський, начальник білої контррозвідки
- 1973 — «Капітан» —  бородатий капітан
- 1973 — «Кортик» —  батько Слави  (3 серія)
- 1974 — «Народжена революцією» —  начальник міліції
- 1975 — «Варіант «Омега»» —  комісар держбезпеки
- 1976 — «Мелодії білої ночі»
- 1976 — «Звичайний місяць»
- 1977 — «Блокада. Фільм 3. Ленінградський метроном. Фільм 4. Операція „Іскра“» — Поскрьобишев
- 1977 — «Зберегти місто» —  маршал І. Конєв
- 1978 — «Алмазна стежка» —  професор Павло Шестаков
- 1978 — «Комісія з розслідування»
- 1978 — «Поворот» —  прокурор Ігор Нікітін
- 1978 — «Хода золотих звірів»
- 1979 — «Звільнення Праги» —  маршал І. Конєв
- 1979 — «Алегро з вогнем» —  командувач
- 1979 — «Батько і син» —  Звонарьов
- 1980 — «Білий сніг Росії» —  німецький генерал
- 1981 — «20 грудня» —  октябрист
- 1982 — «Таємниці святого Юра» — Митрополит Андрей (Шептицький)
- 1982 — «Стратити не представляється можливим» —  генерал Володимир Сухомлинов
- 1984 — «Канкан в англійському парку» — гість на прийомі
- 1984 — «Лев Толстой» —  великий князь Микола Михайлович
- 1986 — «Нас водила молодість...» —  полковник Максимович, начальник білої контррозвідки
- 1987 — «Срібні струни» —  Микола Іванович
- 1984 — «Життя Клима Самгіна»
- 1988 — «Автопортрет невідомого» —  професор
- 1988 — «Дама з папугою»
- 1991 — «Дій, Маню!» —  секретар Івана Якимовича
- 1992 — «Викупна жертва» —  Труп
- 1993 — «Роман імператора»
- 1993 — «Кінь білий» —  Фірс
- 1994 — «Злодійка»
- 2004 — «Тільки ти... або багата Ліза»
- 2004 — «Конвой PQ-17» —  старий підводник